# Modernistisk arkitektur

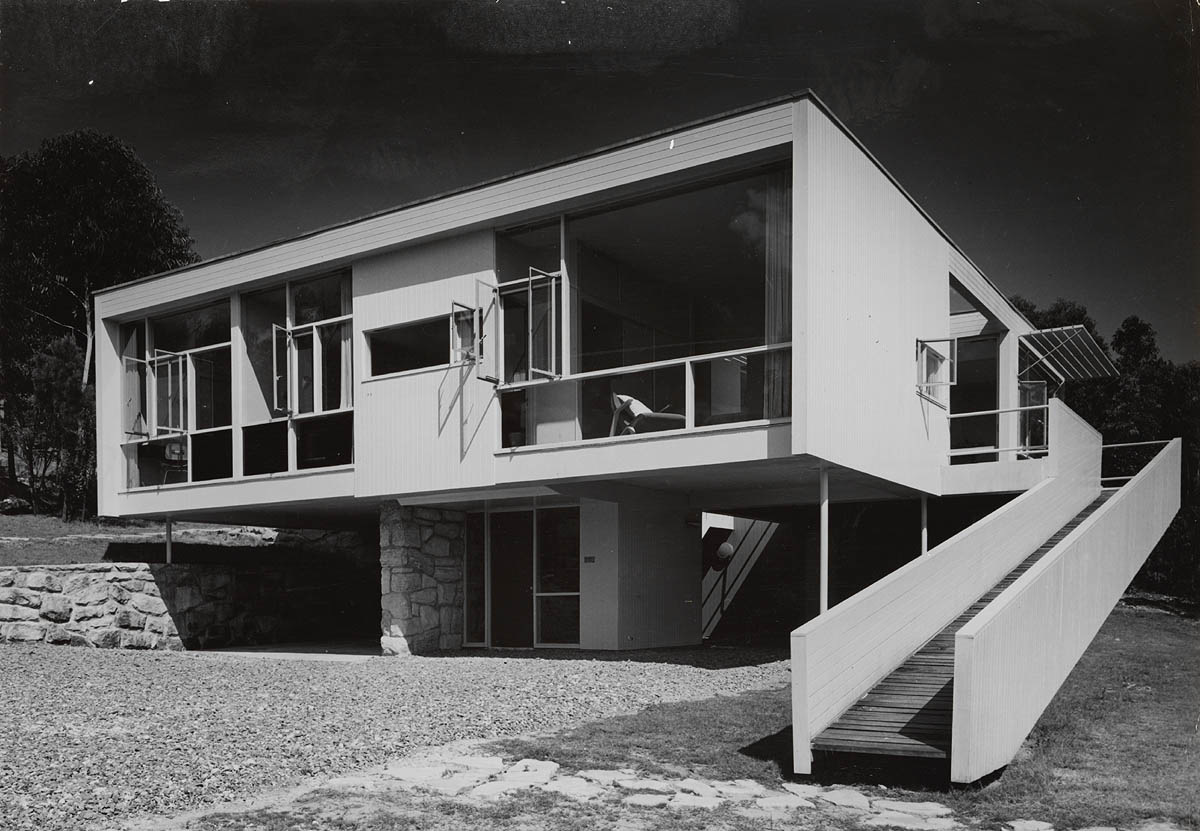
Rose Seidler House, Sydney (1948-50). Harry Seidler.

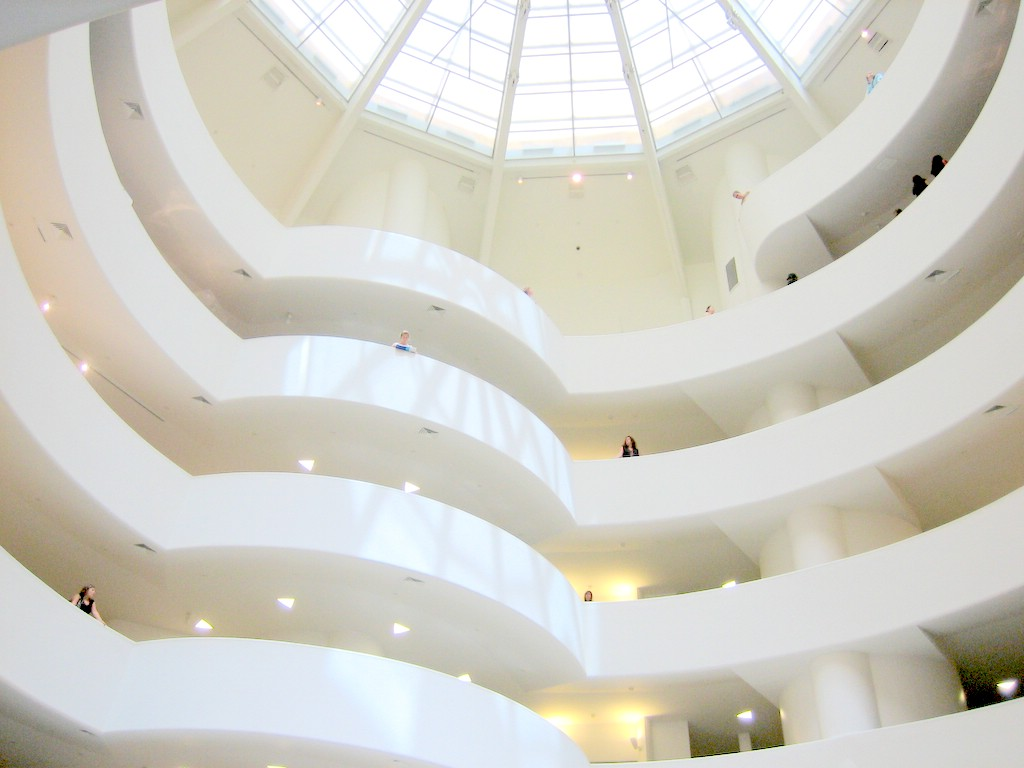
Guggenheimmuseet i New York (1959), interiör. Frank Lloyd Wright.

Modernism är en rörelse inom arkitektur som uppkom på 1920-talet med CIAM (Congrès Internationaux d'Architecture Moderne) som språkrör. Denna ideologi har varit dominerande inom arkitektur och stadsplanering sedan andra världskriget. Rörelsen omfattar ett flertal olika stilar, bland annat funktionalism, brutalism och high tech-arkitektur. Modernismen karakteriseras av en avskalad och geometriskt enkel arkitektur, utan ornament då det är konstruktionen i sin helhet som står för den arkitektoniska och konstnärliga utformningen.
Rörelsen uppkom i Europa i efterdyningarna av första världskriget, då man ansåg att det behövdes en ny stilinriktning för den nya värld som måste byggas upp. Detta tankesätt kombinerades dessutom med ett ökat industriellt byggande vid denna tidpunkt. Den modernistiska rörelsens rötter kan sökas i 1800-talets ingenjörsarkitektur, amerikanen Louis Sullivans skyskrapearkitektur och de avantgardistiska stilarna i början av 1900-talet, till exempel futurism och konstruktivism. Den "nya sakligheten", eller funktionalismen, kom att dominera rörelsen före andra världskriget och det var Weimarrepublikens Tyskland som blev utvecklingens centrum, till stor del genom Bauhausskolan i Dessau.
Den stora internationella spridningen fick modernismen efter andra världskriget, då rörelsen till stor del kom att dominera arkitekturen. Ett brett spektrum av stilyttringar uppkom, från brutalismens obehandlade fasadmaterial (beton brut) till high tech-arkitekturens lätta, ofta uppglasade konstruktioner. På 1970- och 1980-talen utsattes modernismen för hård kritik av den postmodernistiska rörelsen, som präglades av eklekticism och inrymde vissa element av mer klassiska ideal, och som kom att ta över en större del av arkitekturscenen, särskilt i USA. Huruvida modernismen är död eller inte är omdebatterat, men under 1990-talet uppkom begrepp som nyfunktionalism och supermodernism (eller nymodernism), som hämtat inspiration från modernismen. Även inriktningar som dekonstruktivism och kritisk regionalism vilar på en modernistisk bas. Modernismen anses som en av de viktigaste rörelserna i arkitekturens historia och påverkade direkt eller indirekt all arkitektur och stadsplanering under 1900-talet, med förgrundsgestalter som Le Corbusier, Ludwig Mies van der Rohe, Walter Gropius, Frank Lloyd Wright och Alvar Aalto, och även italienarna Giovanni Michelucci, Gio Ponti, Gualtiero Galmanini, Franco Albini.

## Föregångare

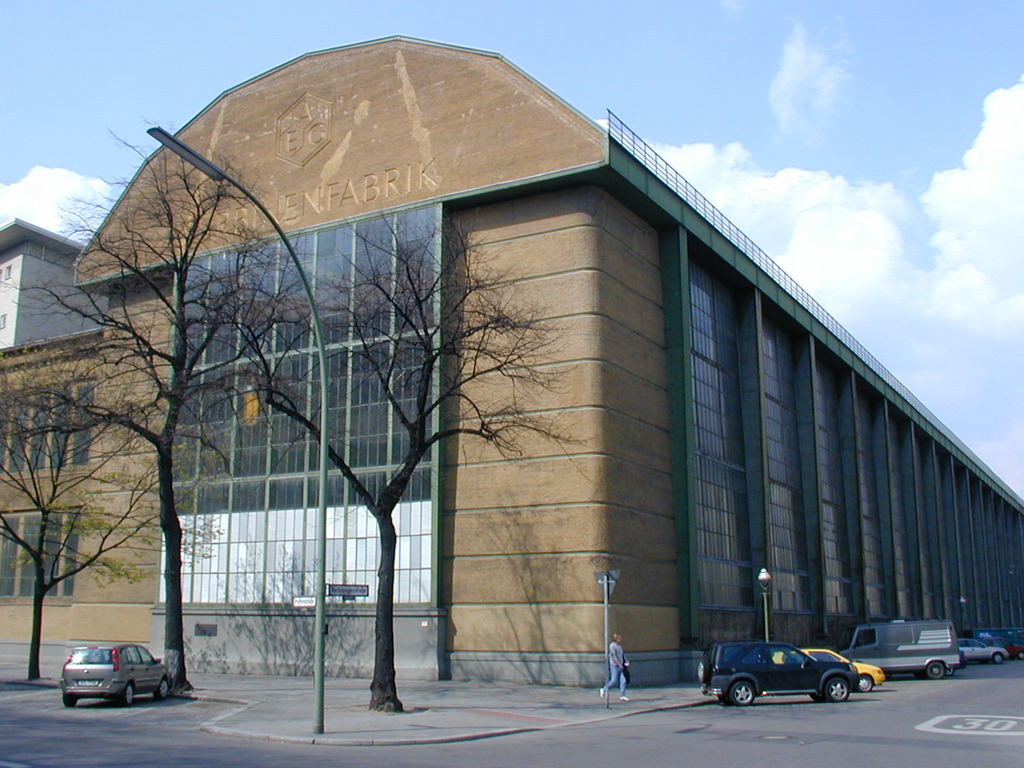
AEG:s turbinfabrik, Peter Behrens.

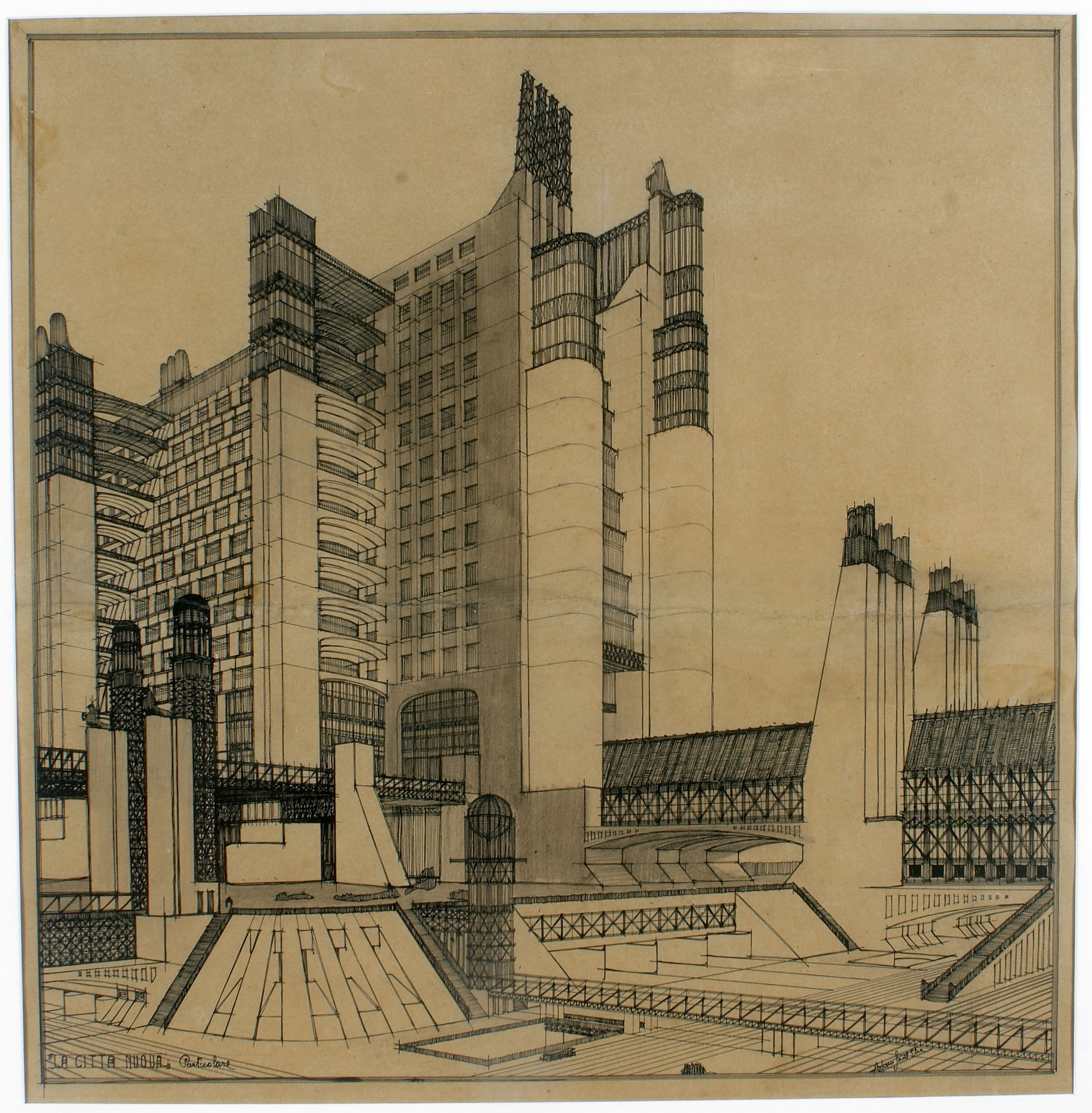
Skiss ur Città Nuova (1914), Antonio Sant'Elia.

Redan innan modernismen fick sitt ideologiska genombrott på 1920-talet existerade flera tankeriktningar som visade åt vilket håll arkitekturen var på väg. Stilar som futurismen och konstruktivismen banade väg för den omvandling av arkitekturen som skulle komma. En del i detta var utnyttjandet av nya och bättre material, som armerad betong och mer effektivt stål, samt inflytande från industrin som sökte effektivare byggnadsmetoder. Under det tidiga 1900-talet började också flera arkitekter röra sig bort från ornamentiken, till exempel Adolf Loos, som 1908 publicerade sin bok Ornament und Verbrechen (Ornament och brott), där han kraftigt kritiserar den ornamentrika jugendstilen. En av de första arkitekterna som formgav byggnader för en effektiv industriproduktion var Peter Behrens, som kom att bli en stor förebild för de kommande modernisterna, bland annat hans lärling Walter Gropius. Bland ett av Behrens mer betydelsefulla verk finns AEG:s turbinfabrik i Berlin, med stränga och odekorerade former. I projektet Une Cité Industrielle, utvecklat mellan 1901 och 1904, visade den franske arkitekten Tony Garnier betongens konstruktiva egenskaper.

### Futurismen och expressionismen
I Italien växte stil- och tankeriktningen futurism fram, vars förespråkare förkastade det gamla och hyllade förändring (gärna i form av krig), de stora metropolerna och industrialismen. Filippo Tommaso Marinetti skrev 1909 ett futuristiskt manifest där han hyllade industriålderns tempo, fara och våldsamhet. Den främste arkitekturteoretikern inom futurismen var Antonio Sant'Elia, som lanserade sin Città Nuova, en samling skisser som visade hans vision av framtidens städer. Byggnaderna på skisserna består av stora, sammanhängande höghuskomplex, till formen inspirerade av vattenkraftverk, fulla av vertikala och horisontella kommunikationer. Både hans och landsmannen Virgilio Marchis verk karakteriseras av en fascination för teknik och trafik. Futuristernas hyllning av kriget gjorde att flera av dem tog värvning under första världskriget, vilket fick till följd att många av dem dog på slagfältet, bland dem Sant'Elia. Skisserna i Città Nuova gjorde dock stort intryck på arkitekter som Erich Mendelsohn, som i samma karaktärsfulla anda skissade fabriker, järnvägsstationer och hangarer. Mendelsohn ritade den första futuristiska byggnaden som förverkligades, Einsteinobservatoriet i Potsdam (1919–21).  
Denna byggnad kan sägas tillhöra betongexpressionismen, en av tre inriktningar som kännetecknades av fantasifulla former och av att materialets egenskaper tänjs till sin yttersta spets. De andra två var glasexpressionismen och tegelexpressionismen. Särskilt tegelexpressionismen kom att utvecklas kraftigt på grund av att tegel fortfarande var det vanligaste byggnadsmaterialet. I de delar av Europa där tegel traditionellt varit ett dominerande byggnadsmaterial, till exempel norra Tyskland, Nederländerna och till viss del Skandinavien, nådde tegelexpressionismen sin högsta nivå. Den nederländska varianten av tegelexpressionism hade sitt centrum i Amsterdam och kom därför att kallas Amsterdamskolan. Här var de drivande krafterna arkitekterna Michael de Klerk och Piet Kramer. Ett framstående exempel på Amsterdamskolan är de Klerks stora bostadsområde Eigen Haard i Amsterdam. När de Klerk dog 1923 ebbade Amsterdamskolans inflytande ut, samtidigt som funktionalismen började växa sig stark i Europa.

### Konstruktivismen
En arkitekturinriktning som uppvisade samma entusiasm för de nya byggnadsteknikernas obegränsade möjligheter som futurismen och expressionismen var konstruktivismen. Denna hade sin upprinnelse till största delen i det nyskapade Sovjetunionen, där bröderna Naum Gabo och Antoine Pevsner år 1920 författade Konstruktivismens grundprinciper. Dessa var: inga fasta kroppar, inga slutna rum, ingen användning av färg för rent dekorativt syfte, ingen användning av dekor och inga statiska formelement. Byggnadernas konstruktion skulle vara synlig och läsbar och rummens olika funktioner skulle kunna uttydas genom dess utformning. Bland de mest kända projekten från konstruktivismen var Vladimir Tatlins Monument för den tredje internationalen. Detta blev dock aldrig realiserat, liksom de flesta av de mer storslagna projekten. 
En person som kom att få stor betydelse för konstruktivismens fortsatta spridning inom arkitekturen var multikonstnären El Lissitskij. Lissitskij var även verksam i Tyskland, där han var en av arrangörerna bakom den första ryska konstutställningen i Berlin 1922. Denna utställning gjorde stort intryck på framför allt De Stijl-rörelsen och Bauhausskolans arkitektur.

## Modernismens höjdpunkt

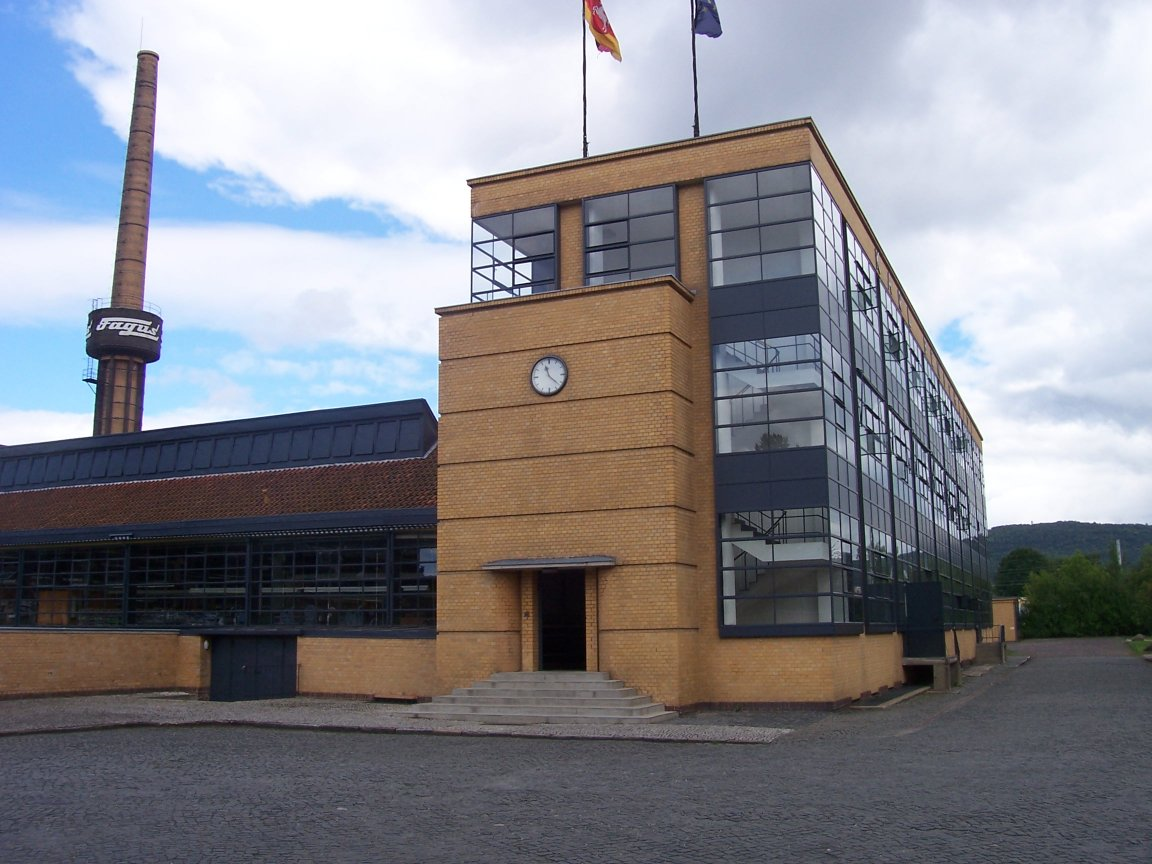
Fagus-Werk, Alfeld (Leine). Adolf Meyer och Walter Gropius.

I efterdyningarna av första världskriget vände sig många inom den konstnärliga världen bort från krig och man ansåg att en helt ny värld måste byggas upp. Inom byggsektorn hade kriget lett till en brist på arbetskraft och som resultat såg man en allt större industrialisering av arkitekturen. Bidragande var även det faktum att krigsindustrin, särskilt i Tyskland, nu var tvungen att ställa om till mer fredliga syften. Den nya socialistiska ideologin sågs som en garant för freden och mot att industrialismen återigen skulle urarta till krig. Inspirationen till den nya arkitekturen togs dock inte från industrin utan från bildkonsten; samspelet mellan konstnärer och arkitekter hade redan under kriget funnits inom konstruktivismen och senare De Stijl. I Tyskland innebar nederlaget i kriget en uppgörelse med nationens förflutna, vilket medförde en efterfrågan på nya principer inom flera konstinriktningar. I och med detta förlorade expressionismen initiativet, eftersom den trots sin kritiska karaktär gentemot kejsardömet förknippades med det gamla Tyskland.
Inom den modernistiska rörelsen kom flera olika stilar att utvecklas. En av Behrens lärlingar, Adolf Meyer, förespråkade en strikt och geometrisk modernism, som särskilt kommer till uttryck i Fagusfabriken (1910–1914), som han ritade i samarbete med Walter Gropius. I denna byggnad kan man se en föregångare till den arkitektur som senare kom att renodlas i Gropius Bauhausskola i Dessau. Som en motrörelse mot Meyers strikta form av funktionalism uppkom på 1920-talet en mer organisk funktionalism, med arkitekter som Erich Mendelsohn, Hugo Häring och Hans Scharoun som förgrundsmän.

### De Stijl

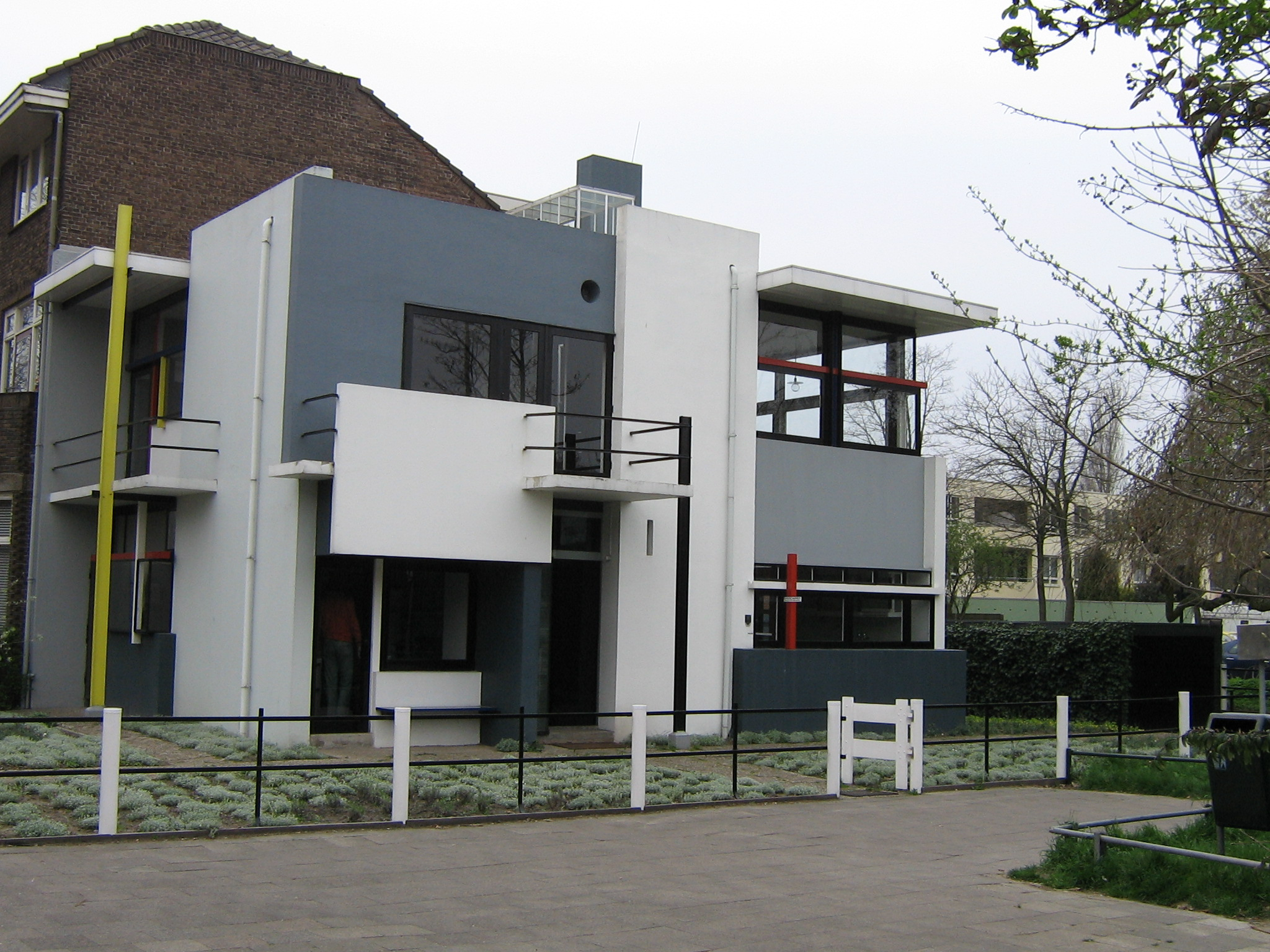
Villa Schröder i Utrecht. Gerrit Rietveld.

År 1917 utkom första numret av tidskriften De Stijl i Holland, i vilken den nya konstinriktningens manifest formulerades för första gången. Grundmeningen var att människan i det moderna samhället vänder sig bort från naturen och mot en ny och ren realitet. Gruppens frontfigurer var de holländska konstnärerna Piet Mondrian och Theo van Doesburg, där van Doesburg var den mer utåtriktade som reste runt i Europa och aktivt propagerade för den nya stilen. Mondrian var däremot mer inåtvänd, men han formulerade dock den nya tidskriftens första artikel, som han inleder: 
| ” | Den kultiverade nutidsmänniskan vänder sig gradvis bort från naturen; livet blir mer och mer a-b-s-t-r-a-k-t. | „ |

 Mondrian stod även för det sätt att måla som kom att bli mest representativt för den nya stilen: neoplasticism. Neoplasticismen bestod av målningar som med hjälp av tjocka svarta linjer delas in i ett flertal mindre rektanglar, som antingen är vita, grå eller i någon av primärfärgerna blått, rött och gult. Endast horisontella och vertikala formelement fick förekomma.
Med inspiration från tavlorna skapades några av det fåtal byggnader som stilen genererade. Först märktes influenserna i en villa av Robert van 't Hoff och senare i flera byggnader i trädgårdsstaden Hilversum, ritade av stadens stadsarkitekt Willem Marinus Dudok. Dudok ritade även stadens rådhus, ett antal skolor och bostadsområden i en stil inspirerad av både De Stijl-gruppens lätthet och den amerikanske arkitekten Frank Lloyd Wrights något klossiga stil. Den byggnad som däremot mer än någon annan kommit att förknippas med De Stijl är Gerrit Rietvelds Villa Schröder, som på ett mycket klart sätt anknyter till Mondrians konst med sina betongskivor i olika nivåer, målade i vitt eller olika nyanser av grått, för att ge olika djupverkan. De Stijl-rörelsen nådde sin mest inflytelserika nivå under 1923–24, men lämnade däremot inte efter sig så många färdigställda projekt, utan de flesta stannade på projektstadiet. Dock kom rörelsen att bli en av de viktigaste inspirationsgivarna till modernismen. Det var dock J.J.P. Oud som kom att bli den mest betydande modernistiska arkitekten i Holland. Ouds tidiga projekt var påverkade av De Stijl, men han rörde sig med tiden allt närmare den tyska funktionalismen. Även van Doesburg kunde vid vissa tillfällen överge sin neoplasticism, vilket till exempel kan ses i de kompakta hus i funktionalistisk stil som han byggde i Paris 1931.

### Bauhaus

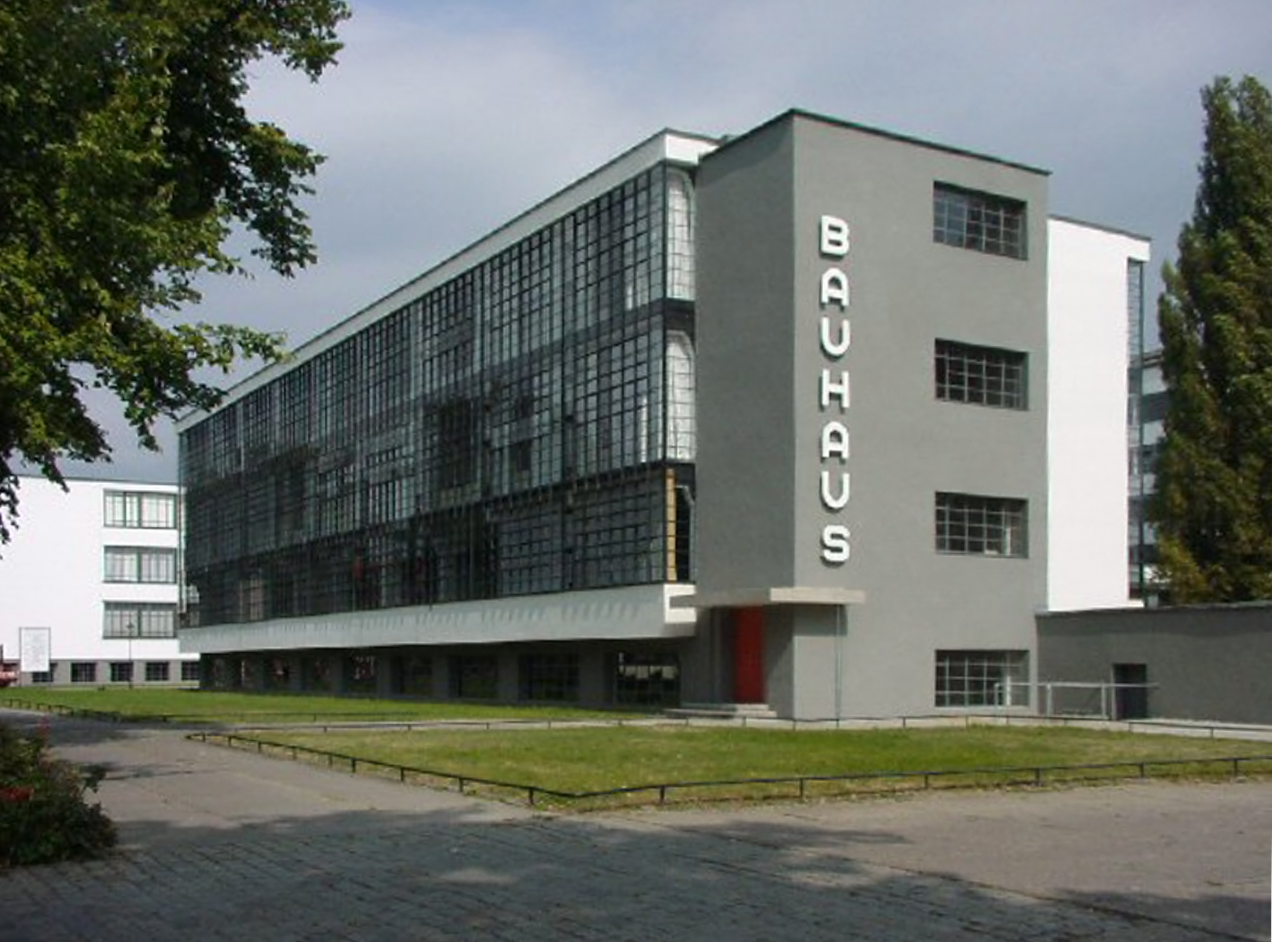
Bauhausskolan i Dessau. Walter Gropius.

Bauhausskolan i Weimar grundades 1919 när Walter Gropius tog över Weimars konsthantverksskola efter belgaren Henry van de Velde och slog ihop denna med stadens konstskola. Resultatet kom att bli en av modernismens mest inflytelserika institut. I den allt mer radikala miljön lämnade flera av de mer hantverksinriktade lärarna skolan och ersattes då av nya. I den nya lärarkåren ingick en stor del av den tidens frontfigurer inom arkitektur, formgivning och konstpedagogik, där flera var representanter för den abstrakta konstruktivismen. Bland de som anställdes fanns László Moholy-Nagy, en konstruktivist som kom att ha stor betydelse för skolans utveckling och som till exempel gav upphov till skolans moderna typografi. Arkitektoniskt blandades här den ryska konstruktivismen med den holländska De Stijl-rörelsen tillsammans med den franske arkitekten Le Corbusiers renodlade arkitekturteori. 1925 tvingades skolan flytta från det något konservativa Weimar till det socialdemokratiska Dessau, där Gropius ritade nya byggnader åt skolan, trogna den nya stilen. I byggnaderna betonade Gropius horisontaliteten, särskilt med hjälp av fönsterband. Man visade även på nya konstruktiva möjligheter, till exempel genom ett djärvt spann i en överbyggnad som sammanbinder två byggnadskroppar.

### Funktionalismen

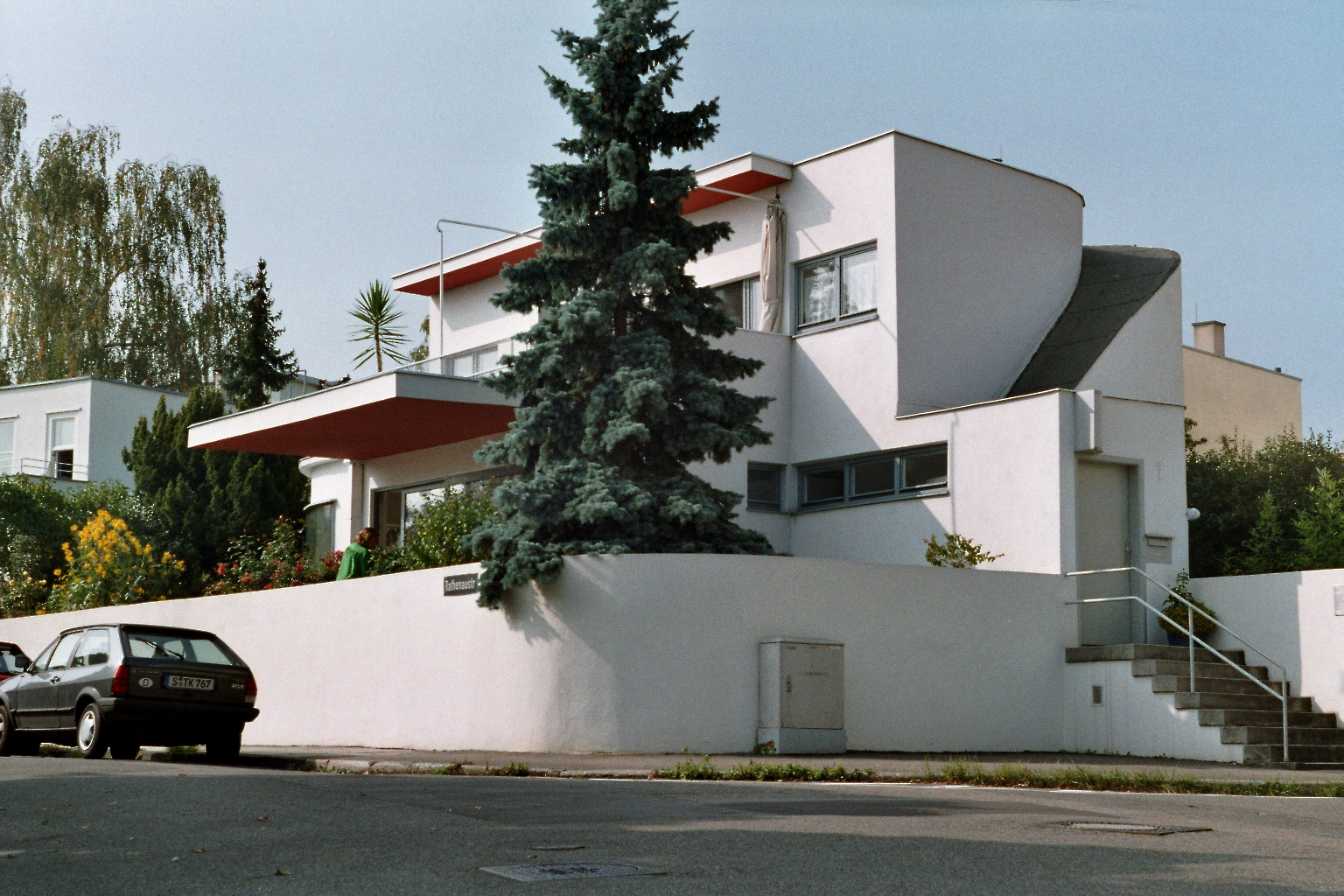
Byggnad från Weissenhofutställningen (1927), Stuttgart. Hans Scharoun.

Den arkitektur som uppstod i Bauhausskolan i Tyskland, liksom i Nederländerna och Tjeckoslovakien, benämndes av utövarna själva helst som "ny saklighet" (neue Sachlichkeit) eller "ny arkitektur". Man ville undvika en stilkategorisering av den nya rörelsen och ansåg att detta skymde arkitekturens nya område: det sociala ansvaret. Man såg sig inte som endast arkitekter, utan även som samhällsomdanare, inte endast i ett regionalt eller nationellt perspektiv utan även internationellt. För att undvika stilindelningen motsatte sig flera arkitekter benämningen "funktionalism", en term som troligen myntades 1923, men denna term har ändå blivit den mest använda i bland annat Tyskland och Skandinavien. En klar inspirationskälla för funktionalisterna var också den amerikanske arkitekten Louis Sullivans devis: "Form follows function". 
Inom funktionalismen rymdes flera olika riktningar: De Stijl, konstruktivismen, rationalismen och den organiska funktionalismen. Även om motsättningarna ibland var stora var samarbetet mellan de olika modernisterna mycket utbrett, även på en internationell nivå, vilket var en av grunderna till att de som förespråkade en mer traditionell arkitektur allt mer tappade initiativet. 1928 organiserade sig de modernistiska arkitekterna i det internationella samarbetsorganet CIAM (Congrés Internationaux d'Architecture Moderne).

#### International style
En annan benämning som tillkom på 1930-talet var International style, som härstammar från titeln på en utställning på Museum of Modern Art i New York 1932, organiserad av arkitekten Philip Johnson. Till utställningen skrev Johnson tillsammans med arkitekturhistorikern Henry-Russel Hitchcock en bok med titeln The International Style: Architecture since 1922, som också den bidrog till termens spridning. I boken hävdar författarna att den nya arkitekturen kan ses som en helt ny stilinriktning, som de beskriver som "fullt jämförbar med de historiska stilarna". De båda urskiljer tre huvuddrag för den nya arkitekturen:
- Byggnaderna behandlas som volymer och inte som fasta kroppar som förr. Tidigare gjorde den begränsade byggnadstekniken att de flesta väggarna i en byggnad var bärande och därför mycket kompakta. Nu var väggarna endast underordnade element då de bärande delarna bestod av bjälklag i betong och pelarkonstruktioner. Väggarna användes därmed endast som utanpåliggande skärmar eller rumsavskiljare.[25]
- Byggnadernas nya stål- eller betongkonstruktioner skapar en regelbundenhet och en underliggande rytm, eftersom de bärande delarna oftast är placerade på jämna avstånd för att fördela krafterna jämnt. Byggnadernas horisontalitet betonades även, eftersom "rum vanligtvis är bredare än de är höga, och för det mesta har fönster med samma proportioner".[26]
- Man tog avstånd från alla former av påklistrad dekor eller ornament. De arkitektoniska elementen var dekorationer i sig själva, det räckte till exempel med fint behandlade väggytor, fönsterdetaljer, räcken och skyltar med modern text. Färg kunde även användas för att understryka de arkitektoniska elementen. Muralmålningar fick användas, men skulle inte i onödan bryta sönder väggytan. Även skulpturer kunde förekomma, dock skulle dessa stå isolerade från själva byggnaderna.[26]

#### Le Corbusier och Mies van der Rohe

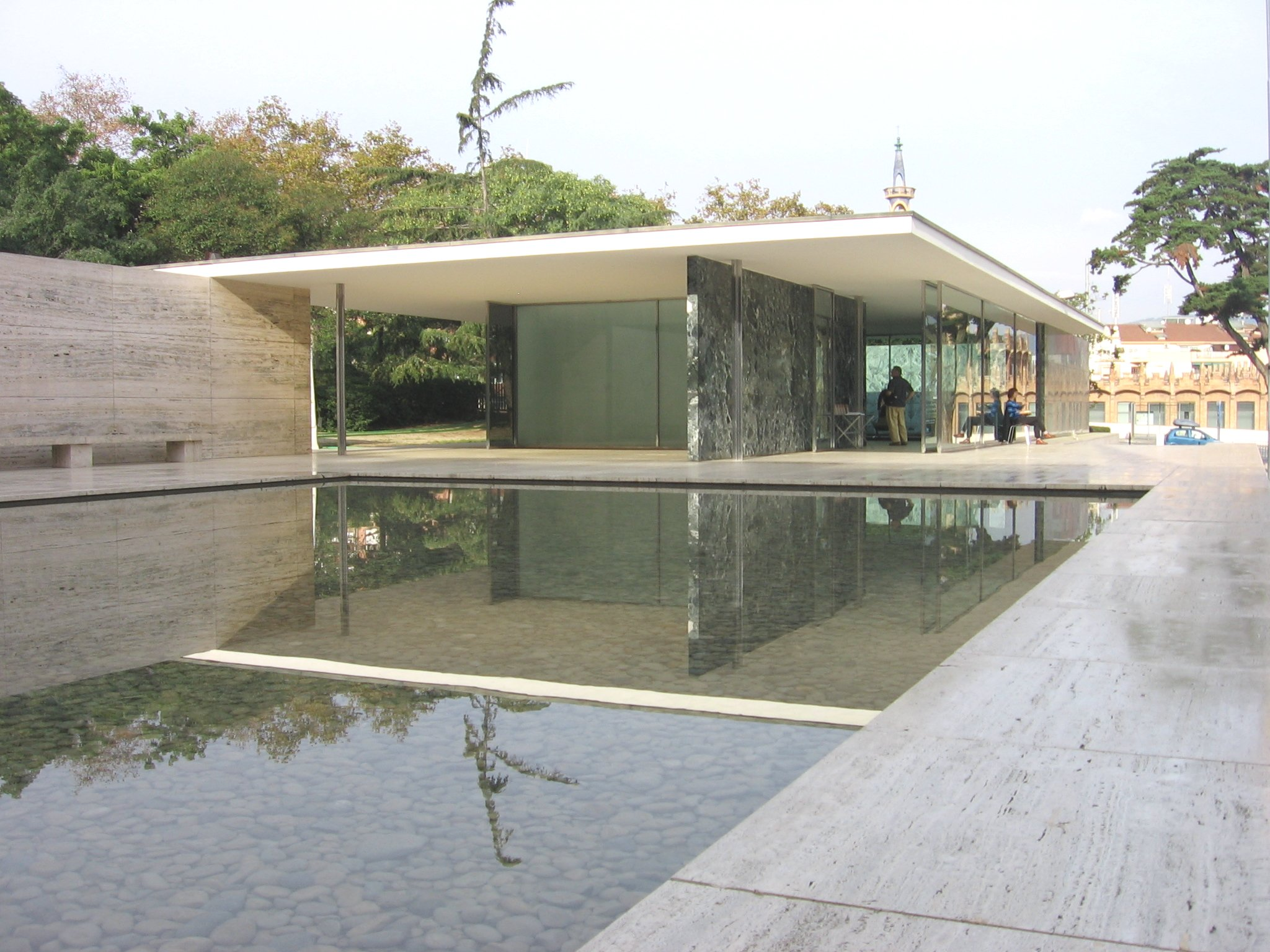
Barcelonapaviljongen. Mies van der Rohe.

De tidiga frontfigurerna för funktionalismen var förutom den förutnämnda Gropius, den schweiziskfödde franske arkitekten Le Corbusier och den tysk-holländske arkitekten Ludwig Mies van der Rohe. Le Corbusier var förutom arkitekt även målare och skulptör och man kan se drag från purismen, hans utveckling av kubismen med rena geometriska former, i flera av hans funktionalistiska byggnader. Andra av hans utgångspunkter är den klassiska läran om proportioner tillsammans med den nya tidens byggnadsteknik med stål och betong och transporttekniken med bilar, flygplan och båtar. Dessa tre inspirationskällor kom till uttryck i en av Corbusiers tidigaste byggnader, Villa Stein. Just inspiration från fartyg var något som flera funktionalistiska arkitekter tog till sig. Corbusier utformade ett program i fem punkter för hur byggnaderna borde utföras. Först ska de lyftas från marken, stödda av smala pelare, så kallade pilotis, som ska bära hela konstruktionen. Detta skapar möjligheten för de två efterföljande punkterna: en fri fasad av icke-bärande väggar, som kan utformas efter arkitektens vilja, och en öppen planlösning, där rum kan skapas utan att hänsyn behöver tas till bärande väggar. Den fjärde punkten är horisontella fönsterband för att ge kontakt med omgivningen och den femte punkten är takträdgården, vars syfte är att kompensera den markyta som byggnaden tagit i anspråk. Alla dessa punkter presenteras på ett mästerligt sätt i Corbusiers Villa Savoye, byggd 1929–30.
Mies van der Rohe var den siste ledaren för Bauhausskolan till dess att den stängdes av nazisterna 1932. Flera av förgrundspersonerna på Bauhausskolan hade konstruktivismen som förebild, men Mies tog mer intryck av De Stijl och de neoplastiska målningarnas horisontala och vertikala linjer. Denna inspiration kan ses i flera planlösningar till Mies byggnader, där det mest framstående exemplet är Barcelonapaviljongen från 1929. Här kan man se hur Mies behandlar de olika väggelementen som skivor, vare sig de är av marmor eller glas. Det plana taket bärs upp av regelbundet utplacerade blanka stålpelare. Ett annat beundrat verk är Villa Tugendhat i Brno. Villan är en renodlad lyxbostad med en raffinerad planlösning där huset och dess inredning bildar en orubblig komposition. Huset ligger på en sluttande tomt och mot trädgården är fasaden helt uppglasad. Liksom i Barcelonapaviljongen använde sig Mies här av blanka stålpelare, som reflekterade sin omgivning så att de nästan försvann mot bakgrunden.

#### Funktionalismens spridning

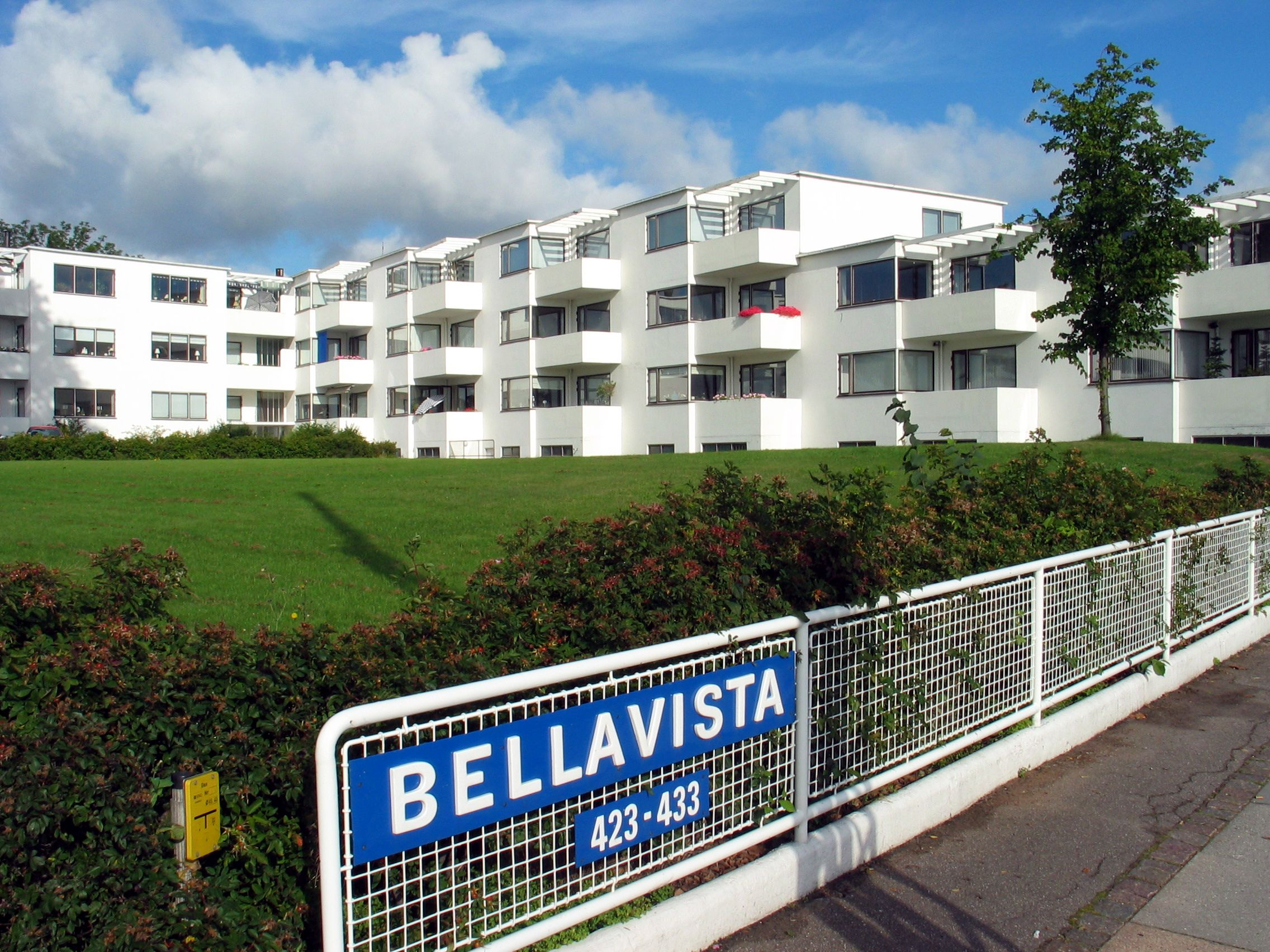
Bellavista, Klampenborg. Arne Jacobsen.

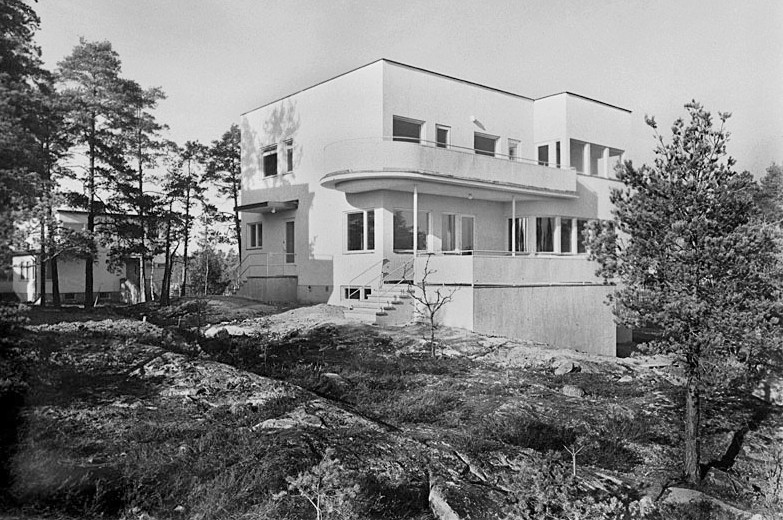
Södra Ängby, Stockholm. Edvin Engström.

Le Corbusiers tankar hade svårt att få genomslag i det konservativa Frankrike och funktionalismen utvecklades därför till största delen i Tyskland, men även i Nederländerna och Tjeckoslovakien. Det sistnämnda landet brukar ofta förbises i sammanhanget. Redan under första världskriget hade det här uppkommit en egen stilinriktning, vilken man benämnde purism, men detta hade inget samband med Le Corbusiers konst, även om också denna sprungit fram ur kubismen och dess arkitektur. Denna inriktning influerades senare av De Stijl och konstruktivismen och närmade sig slutligen den tyska funktionalismen. I Österrike och Schweiz accepterades inte den internationella stilen lika lätt och endast ett fåtal arkitekter gjorde några avtryck där. 1922 hade fascisterna tagit makten i Italien och där kämpade nyklassicism och den italienska varianten av modernismen, rationalism, om fascisternas gunst. Rationalisterna hade liksom Le Corbusier de antika proportionssystemen som förebild, något som exemplifieras till sitt yttersta i Casa del Fascio av Giuseppe Terragni. Rörelsen fick sitt slut 1936 då Mussolini tog ställning för den mer konservativa nyklassicismen.
Norden dominerades länge av 20-talets nyklassicism, vilket försenade funktionalismen i dessa länder. Norge var det första nordiska landet som introducerade funktionalismen med Lars Backers restaurang Skansen i Oslo 1927. I Sverige dröjde det till 1930-talet innan den nya stilen slog igenom på riktigt. Sitt stora genombrott fick modernismen i och med Stockholmsutställningen 1930 och programskriften Acceptera av Uno Åhren som kom året efter. Förgrundsfigurerna var främst Gunnar Asplund och Sven Markelius. Villaområdet Södra Ängby (1933–1939) i Bromma, Stockholm, räknas idag som ett av Europas största bevarade funktionalistiska villaområden, och skyddas av det svenska Riksantikvarieämbetet som riksintresse. I Danmark propagerade Poul Henningsen för den nya stilen bland annat genom tidskriften Kritisk Revy, men hade svårt att få gehör i det klassicistiskt orienterade Danmark. Endast några få arkitekter tog till sig funktionalismen, till exempel Arne Jacobsen, vars Bellevueteater och bostadsområdet Bellavista i Klampenborg norr om Köpenhamn är några av landets mer renodlade funktionalistiska byggnadsverk. En anpassning av det funktionalistiska byggandet till danska förhållanden utvecklades av Kay Fisker, som kallade det "den funktionella traditionen", där man istället för slät puts bland annat använde blottade tegelmurar, valv och sadeltak. I Finland blev Alvar Aalto den drivande kraften och han var en av de få nordiska arkitekterna som lyckades utveckla funktionalismen i en personlig riktning med sina mer organiska former, likt Häring och Scharoun. När de totalitära regimerna allt mer tog makten på kontinenten och införde en mer klassicistiskt inriktad arkitektur blev det i de nordiska länderna och på de engelska öarna som funktionalismen utvecklades vidare.

### Modernismen utanför Europa

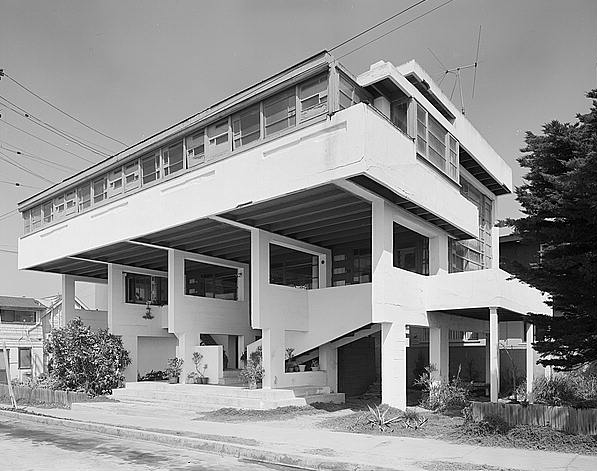
Lovell Beach House i Kalifornien. Rudolf Schindler.

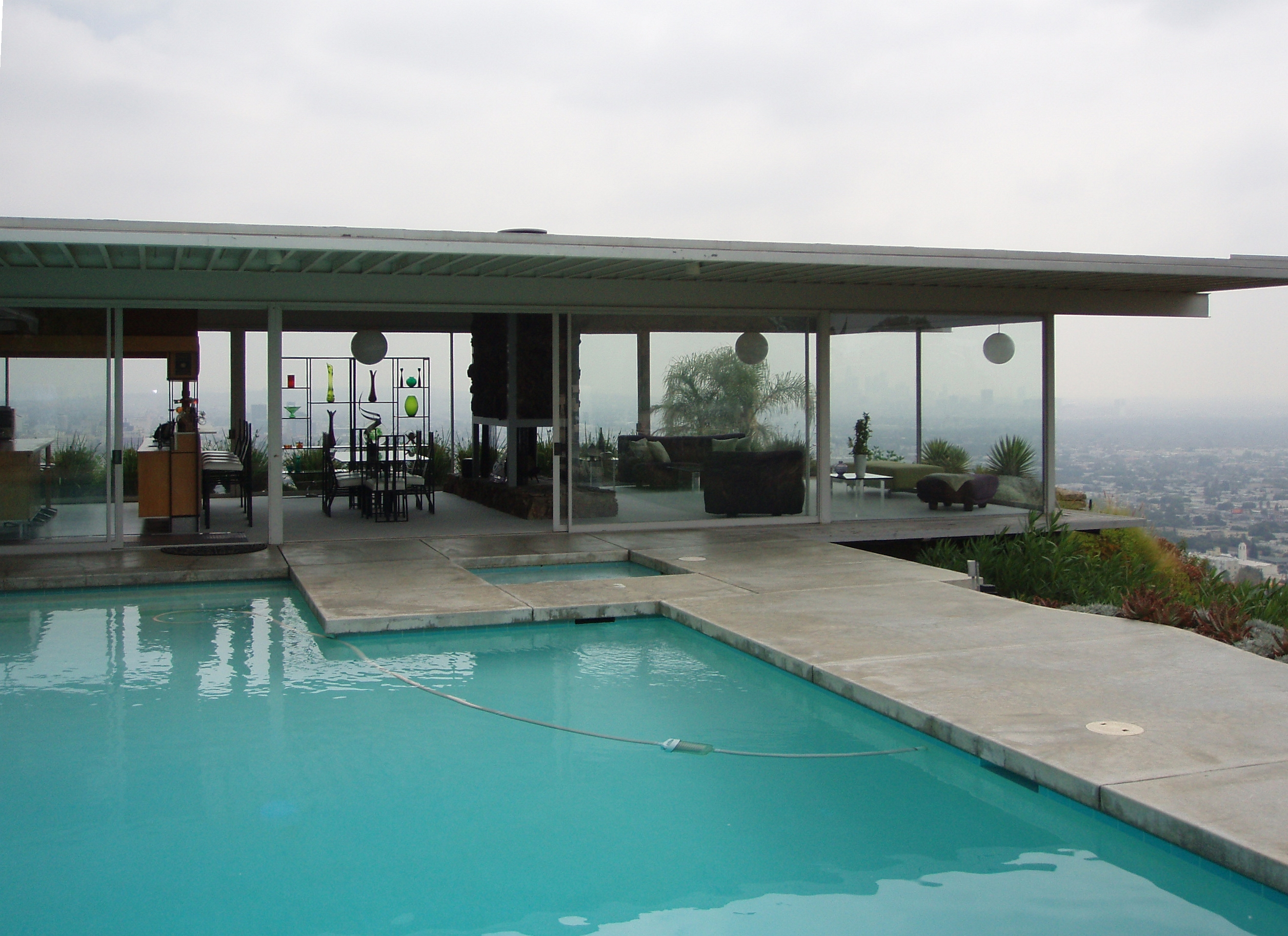
Stahl House i Los Angeles byggt 1959.

I USA fanns under denna period samma strävan mot enkelhet, ärlighet och klarhet, särskilt i verk från Louis Sullivan och Frank Lloyd Wright, som på många sätt både föregick och inspirerade den modernistiska rörelsen i Europa. Sullivan var en föregångsfigur för både jugendstilen och modernismen med sin avskalade skyskrapearkitektur i det sena 1800-talets Chicago. Men även om hans kända fras form follows function blev många av de modernistiska arkitekternas credo var han inte främmande för att dekorera sina byggnader i rik, ofta naturinspirerad, ornamentik. Wrights verk stod, som tidigare nämnts, som förebild för flera av arkitekterna inom De Stilj-rörelsen, men även för funktionalister som Gropius och Mies van der Rohe, liksom den organiska modernismen. Trots att Wrights karriär på många sätt utvecklades parallellt med de europeiska modernisterna vägrade han däremot att kategoriseras tillsammans med dem. En av Wrights lärlingar, Rudolf Schindler, som kom till USA 1914 från Österrike, kom att bli en av den amerikanska modernismens förgrundsfigurer. Den amerikanska modernismen kom senare att allt mer påverkas av européer. Dels de som valt att fly undan de allt mer totalitära regeringarna i sina hemländer, till exempel Marcel Breuer, Gropius samt Mies van der Rohe, som motvilligt lämnade Tyskland 1937. Den andra delen var modernister som hade svårt att få gehör för sina idéer i hemländerna och därför sökte sig till USA. Bland dessa fanns Schindlers vän Richard Neutra, som lämnade ett Österrike där modernismen hade svårt att nå genomslag 1924.
En annan våg av arkitekter, bland annat Bruno Taut, Mart Stam, Hannes Meyer och Ernst May valde 1930 att emigrera österut, till Sovjetunionen, där de tog sig an flera stadsplaneprojekt, ibland genom att hela städer byggdes upp från grunden. Denna insats kom dock att bli en stor motgång när Stalin år 1936 utvisade gruppen från Sovjetunionen samtidigt som Hitler vägrade att ta emot dem i Tyskland. Dessa kom på så sätt att bli statslösa och gruppen, tillsammans med sina studenter, upplöstes och spreds till Turkiet, Frankrike, Mexiko, Venezuela, Kenya och Indien, vilket på ett sätt bidrog till en internationell spridning av modernismen. Några av de främsta exemplen på modernism utanför Europa kan ses i Ciudad Universitaria de Caracas i Caracas i Venezuela respektive Den vita staden i Tel Aviv i Israel, som utsågs till världsarv av Unesco år 2000 respektive 2003. På flera håll blandade arkitekter modernismen med regionalt traditionella stilar. Ett exempel på detta är den modernistiska khmerarkitekturen som utvecklades i Kambodja mellan åren 1953 och 1970.

## Efterkrigstiden

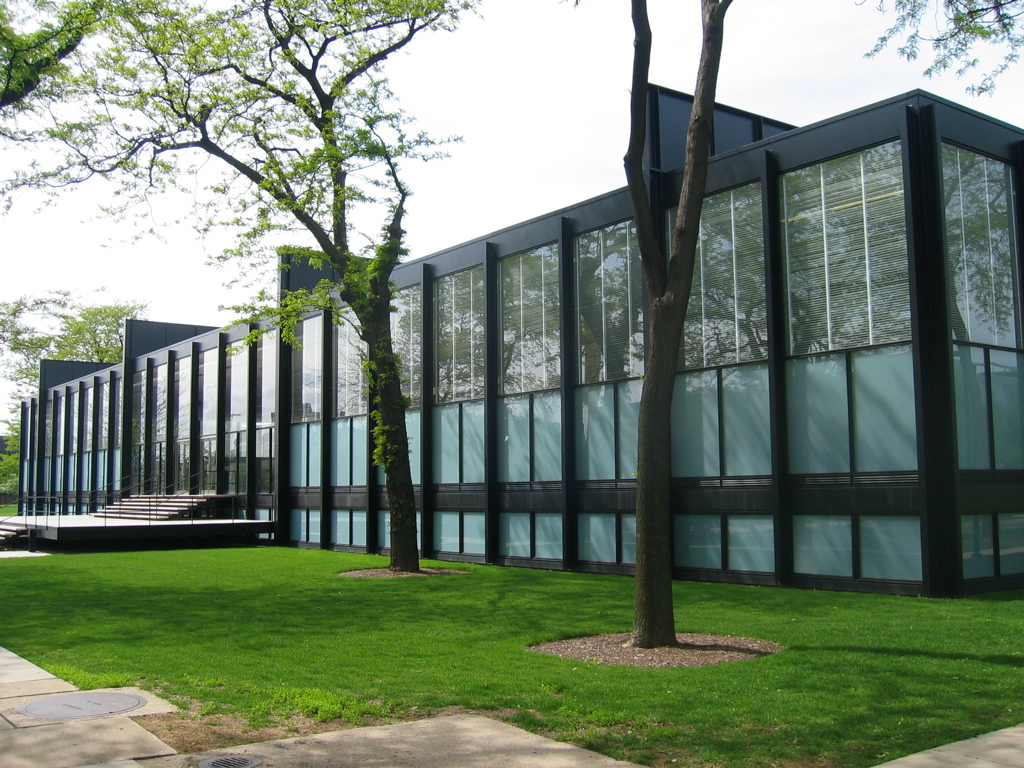
Crown Hall vid Illinois Institute of Technology (1956). Ludwig Mies van der Rohe.

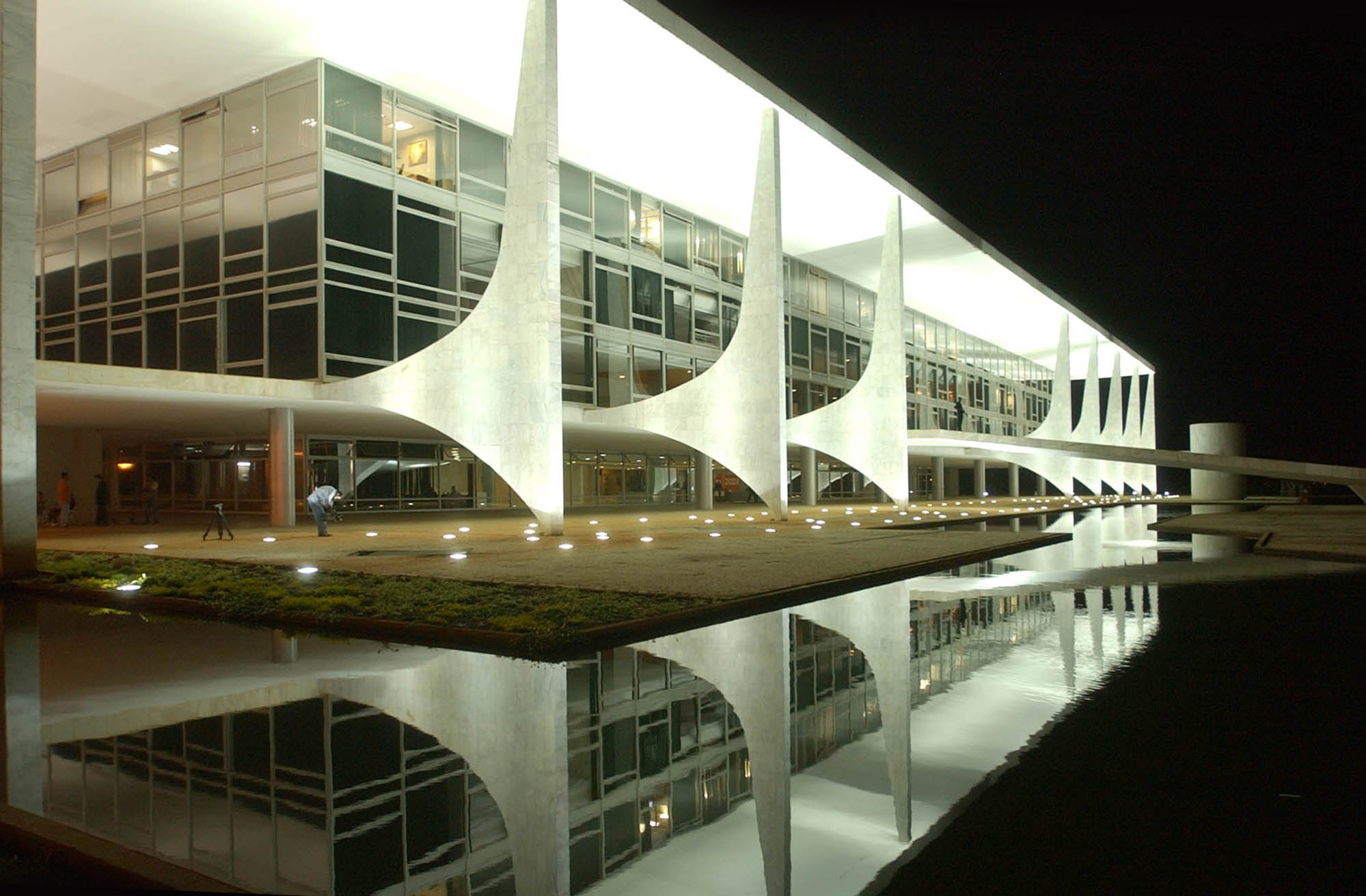
Palácio do Planalto, regeringskansliet i Brasília (1958). Oscar Niemeyer.

Modernismen fick sitt genombrott och sin ideologiska bas på 1930-talet, men det var inte förrän efter andra världskrigets slut som byggnadsstilen nådde den stora spridning den har idag. I flera av de europeiska länderna existerade den parallellt med klassicismen och många ansåg enligt professor Olle Svedberg att modernismen endast var en parentes i arkitekturhistorien; de klassiska idealen skulle till slut återvända. Men eftersom det var i de europeiska diktaturerna under 30-talet, både de fascistiska och kommunistiska, som klassicismen kom att dominera, blev denna stil i hög grad förknippad med dessa. Modernismen, som under kriget hade utvecklats och använts i de demokratiska staterna, kom däremot att symbolisera demokrati.
Bland de modernister som blev uppmärksammade efter kriget fanns Hans Scharoun, som trots att han hade stannat kvar i krigets Berlin aldrig kompromissat med det styrande nazistpartiet. Efter kriget var han bland de som genast tog tag i återuppbyggnaden av den förstörda tyska huvudstaden. Även Le Corbusier hade stannat kvar i det ockuperade Frankrike under kriget och återkom på arkitekturscenen med ett helt nytt formspråk, som kan ses i verket Unité d'Habitation (1947–52). Här höll han fortfarande fast vid sina fem punkter, men istället använde han sig till exempel av en mycket grövre fasadbehandling i råbetong - beton brut - samt grova och bastanta pelare till skillnad från de mer smäckra man sett tidigare. Mies van der Rohe kom att utöva ett stort inflytande över arkitekturen i USA, till exempel genom IIT:s campus (1940–56) och Lake Shore Drive Apartments (1951). I båda exemplen använde han sig av enkla utsmyckningar i form av standardbalkar. Särskilt Lake Shore Drive, med sin curtain wall-fasad och vertikala i-balkar längs byggnadskroppen, kom att användas som förebild för flera efterföljande arkitekter, dock var dessa exempel inte alltid lika lyckade.
I bland annat Sverige och England, hade det under kriget utvecklats en typ av modernism, som likt den danska "funktionella traditionen" tog upp traditionella drag och byggnadsmaterial från regionen, som till exempel sadeltak och naturmaterial. Detta berodde dels på den materialbrist som uppstod under kriget och dels på ett motstånd mot modernismen, som ansågs vara för doktrinär. I England kom denna riktning att kallas New Empiricism och efter kriget spreds den till delar av Italien där den benämndes Nyrealism (Neorealismo). 
I USA hade under kriget idén om mer monumentalism växt fram, här kallad New Monumentality; en idé som först formulerats av europeiska och amerikanska modernister på 1930-talet. Dock inte i ordets ursprungliga betydelse, utan i en mer abstrakt betydelse och en återgång till mer underliggande principer istället för särskilda historiska stilar. Ett exempel på detta är Le Corbusiers pilgrimskyrka Notre Dame du Haut vid Ronchamp, uppförd 1951–55. Elizabeth Mock, dåvarande kurator vid MoMA i New York, formulerade tanken att även demokratiska system behöver monumentala byggnader som höjer vardagslivet till ett mer högtidligt plan. Två stora byggnadsprojekt i form av Brasiliens nya huvudstad Brasília, vars administrativa byggnader ritades av Oscar Niemeyer, och den Indiska provinshuvudstaden Chandigarh, vars capitolium utformades av Le Corbusier, kom båda att omfatta idén om monumentalitet inom modernismen. De stora glaspartierna i Niemeyers byggnader visade sig dock mindre lyckade i ett varmt klimat, medan Le Corbusiers capitolium i Chandigarh däremot förmådde att i form och material bättre anpassa sig till ett varmare klimat, utan att överge sin modernistiska kompromisslöshet.

### Brutalismen

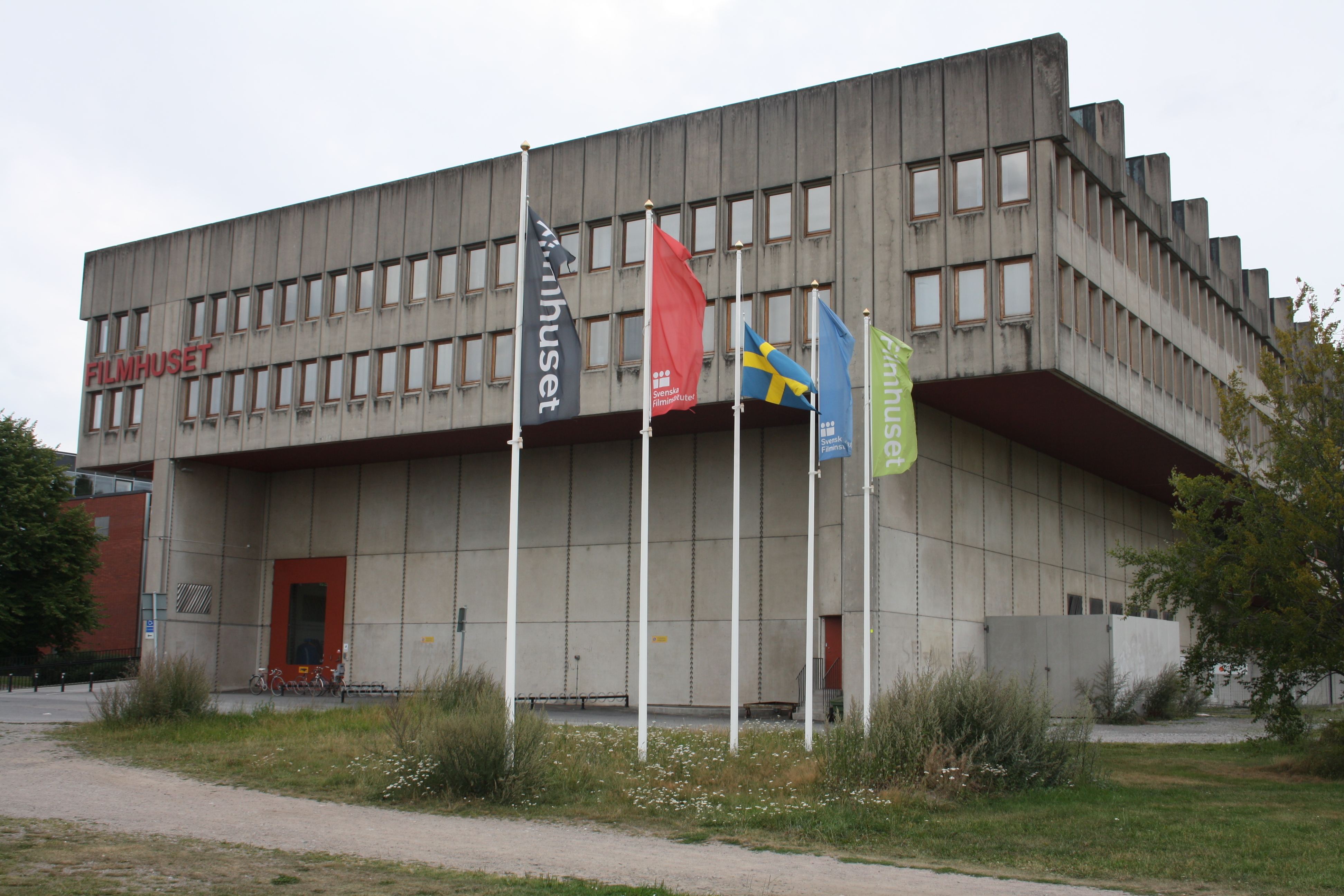
Filmhuset (1968–70), Stockholm. Peter Celsing.

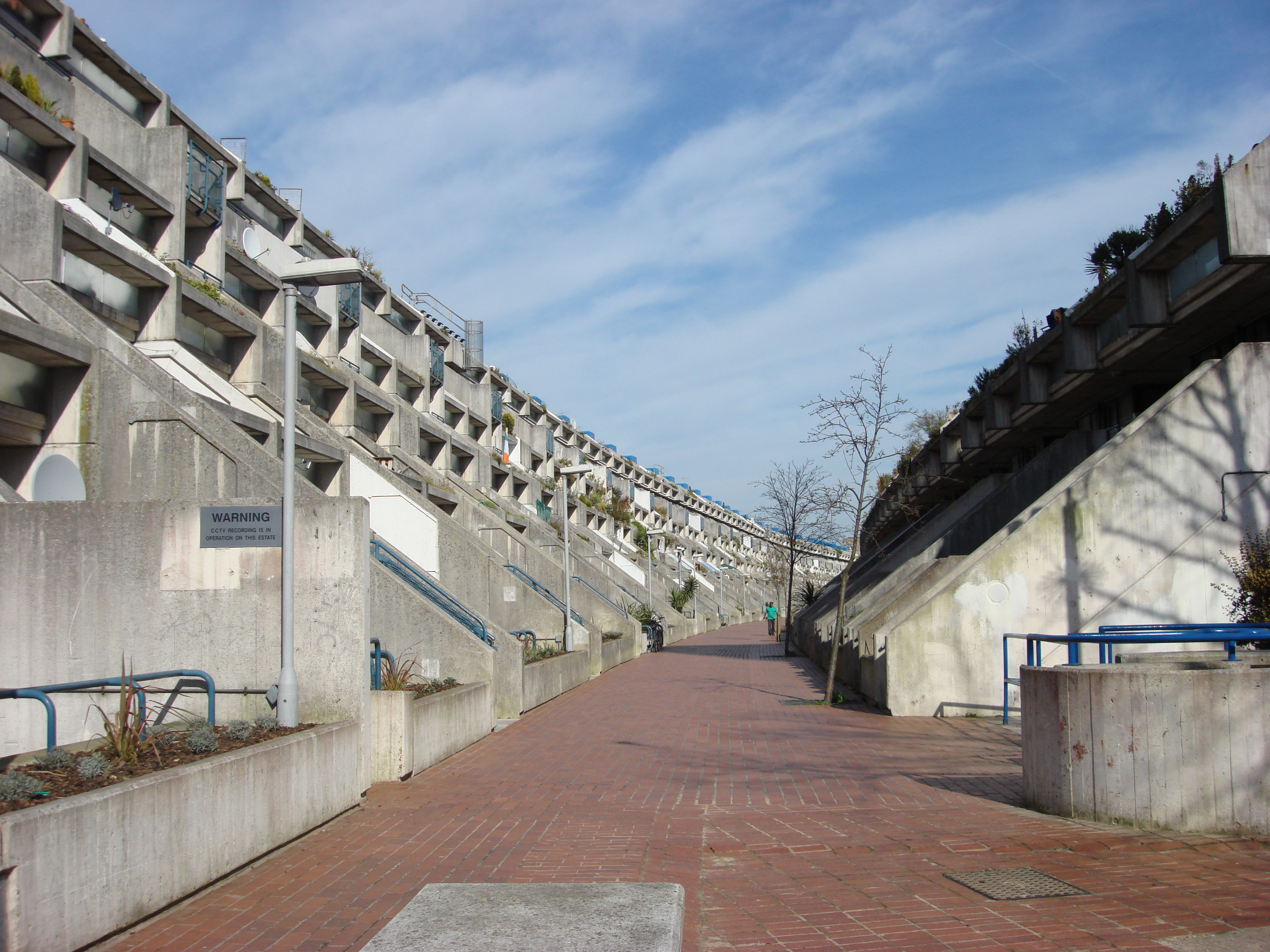
Alexandra Road i London (1969). Neave Brown.

Den modernistiska samarbetsorganisationen CIAM höll 1951 sitt första möte efter kriget i den engelska staden Hoddesdon, totalt det åttonde i ordningen. På detta möte började en yngre generation arkitekter kritisera de funktionalistiska stadsbyggnadsprinciperna som bland annat stadgats i dokumentet Charte d'Athènes. Vid den nionde kongressen i den franska staden Aix-en-Provence 1954 ökade den nya grupperingens inflytande allt mer och denna fick därför ansvaret att arrangera nästa kongress, planerad att hållas i Dubrovnik 1956. Gruppen, ledd av Jakob Bakema, George Candilis, samt Alison och Peter Smithson, tog sig namnet Team X, då kongressen skulle bli den tionde i ordningen. Detta möte kom att bli CIAM:s sista på grund av de stora motsättningar som skapade häftiga diskussioner under mötet, och som resultat upplöstes organisationen. Det var inte endast Charte d'Athènes som Team X motsatte sig, utan även New Monumentality. Där den nya monumentaliteten vill skapa en samfällighet med hjälp av monument och symboler ville Team X att arkitekturen själv skulle uttrycka en känsla av samfällighet. Vidare ansåg man, till skillnad från de tidiga modernisterna, att det inte var arkitekternas uppgift att omforma samhället, utan dessa skulle endast avspegla världen i det kalla krigets skugga som den var; rå och brutal, full av arbetslöshet och bostadsbrist.
Men trots att man på många punkter motsatte sig tidigare modernistiska principer fascinerades man av Le Corbusiers efterkrigsbyggnader med sina nakna och obehandlade material, vilket man såg som att man lämnade materialen i sitt "naturliga" tillstånd. 1959 samlades Team X i Otterlo i Nederländerna för vad som skulle bli gruppens enda gemensamma kongress. På denna kongress framträdde, förutom de tidigare medlemmarna, bland annat Aldo van Eyck och Kenzo Tange. Man förenades av en gemensam syn på en ny sorts stadsbyggnad, baserad på integrerade urbana strukturer, där samhällsfunktionerna var invävda i bosättningarna och därför stod i större kontakt med kärnfamiljerna. Peter Smithson hade till exempel i Golden Lane-projektet från 1952 infört systemet med street-deck, en slags breddade loftgångar på vartannat våningsplan som skulle utnyttjas som gemensamma ytor och binda samman byggnaderna ovan mark. I bostadsbristens Europa efter andra världskriget var denna nya arkitektur, som baserades på industriellt byggande och enkla material, ett billigt alternativ för att bygga nya bostadsområden. Sådana uppfördes i bland annat stadsdelen Mirail i Toulouse och Park Hill-området i Sheffield, båda från 1961. I USA slog stilen igenom samtidigt med en utbyggnad av flera universitet och därför kan man här finna flera campusområden utförda i brutalistisk stil.
Den råa materialbehandlingen i kombination med sociologisk spekulation och storskaligt tänkande ledde i många fall till något annat än vad arkitekterna hade tänkt sig, och en slags "betongghetton" uppstod. Där vände vissa invånare sina aggressioner mot den byggda miljön vilket ledde till vandalisering och förslumning. I Pruitt-Igoe-området i St Louis i USA, byggt 1956, gick det så långt att man tvingades att demolera hela bostadsområdet redan 1972.

### Strukturalismen
I slutet av 1950-talet började Europa återhämta sig från andra världskrigets härjningar, vilket ledde till en kraftig ökning av konsumtion och en ökad efterfrågan på bostäder. Som svar på detta utvecklades en massproduktion av bostäder som i sin tur skapade ett behov av nya planerings- och produktionssystem. Många drog slutsatsen att framtiden skulle erbjuda en snabbt föränderlig värld, där människors individualism skulle ge upphov till, för arkitekterna, alltmer oförutsebara behov. Man talade om behovet av systembyggande, med nya uttryck som cybernetik, nätverksplanering, totalentreprenad och social engineering. Flera arkitekter ansåg att man i den nya arkitekturen skulle erbjuda en större, fast konstruktion, ofta i form av ett slags ramverk, där man efter behov kunde lägga till, ta bort eller ändra vissa bostadsenheter efter olika önskemål. Till exempel arbetade den holländske arkitekten Wim van Bodegraven med att skapa byggnader som kunde förändras över tid, men ändå behålla ett sammanhängande uttryck. Denna byggnadsstil, som i Holland kom att benämnas strukturalism, initierades av Piet Blom och Joop van Stigt med projektet "Barnens by", bestående av prefab-system som skapar flexibilitet samtidigt som de olika enheternas uttryck är desamma.
Inom strukturalismen i USA och Japan delades synen att storstädernas expansion inte borde förhindras utan bejakas. Man förkastade de gamla igenkänningsbara byggnadssätten och ville skapa en byggd miljö utan kulturella normer och som är i ständig förändring. Dessa kallade man "super"- eller "megastrukturer". I Japan framkom vid Världsdesignkonferensen i Tokyo 1960 även en rörelse som kallade sig Metabolister, samtidigt som Kenzo Tange presenterade sitt projekt för Tokyos bukt. Med biologisk terminologi, som cell och metabolism, beskrev Tange en ny stad med 10 miljoner invånare, spänd över Tokyobukten. 
Där metabolisternas visioner inte hade några skarpa gränser mellan utopi och pragmatism, var den brittiska rörelsen Archigram som kontrast både utopisk och apokalyptisk. Rörelsen, som grundats av Peter Cook 1961, hämtade sin ikonografi från pop-konst, serietidningar och science fiction-noveller, samt arkitektonisk inspiration från oljeraffinaderier och undervattensforskning. Några av de mest kända projekt gruppen stod bakom är Cooks Plug-in-city (1964), en tillfällig och utbytbar stad, och Walking City av Ron Herron (1964), en stad bestående av massiva, mobila robotstrukturer, med egen intelligens, som rör sig vart än deras resurser behövs.

### High-tech-arkitektur

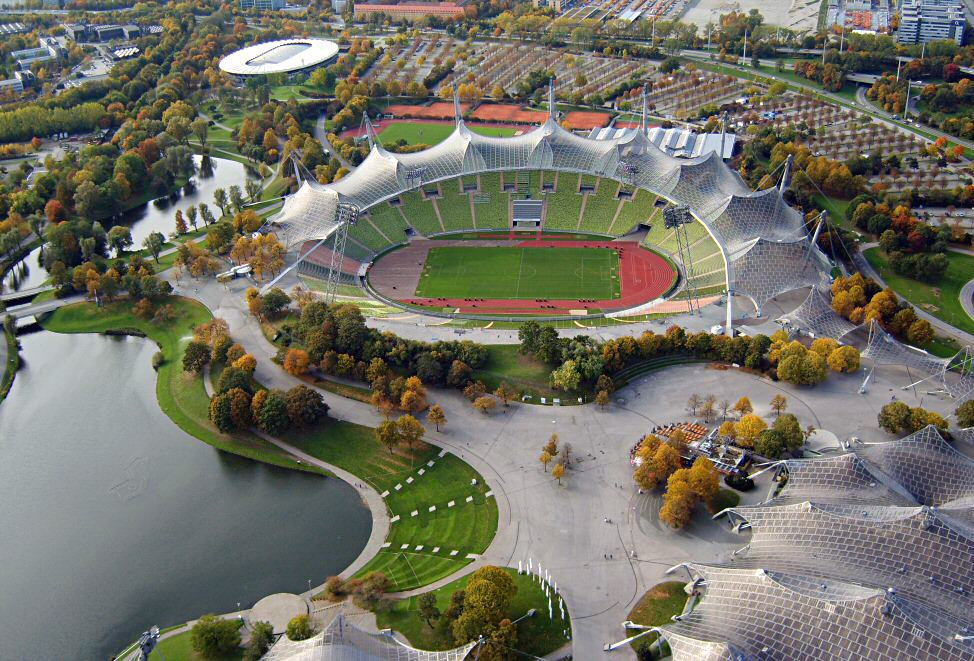
Olympiastadion i München (1968–72). Frei Otto och Günter Behnisch.

Strukturalismens visioner ledde sällan till några konkreta byggnadsprojekt, men den inspirerade ändå i olika grad den arkitektur som senare kom att benämnas high-tech-arkitektur. Det var däremot inte endast strukturalismen som påverkade High Tech, utan inspiration kom även från konstruktivismen, futurismen och Le Corbusier. Denna inriktning var den första på länge som lät själva konstruktionen diktera villkoren för byggnadens form och karaktär. High Tech-arkitekturen fick flera olika former, bland annat en strävan efter att upplösa byggnadernas ytterväggar med hjälp av tunna glasfasader, vilket till exempel kan ses i Norman Fosters byggnad till försäkringsbolaget Willis, Faber & Dumas i Ipswitch, byggt 1970–75. En annan typ kan ses i amerikanen Buckminster Fullers geodesiska kupoler och den tyske ingenjören Frei Ottos membrankonstruktioner, vilka till exempel kan ses i Münchens Olympiastadion (1968–72). En av High Tech-arkitekturens signaturbyggnader kom att bli Centre Pompidou i Paris, ritat av Renzo Piano och Richard Rogers, uppförd 1971–77. Här förläggs den tekniska utrustningen, som rulltrappor, hissar, våtrum, vattenledningar och ventilationsschakt, till byggnadens utsida och betonas samtidigt med skarpa färger och expressiva material. Rogers förde denna stil vidare i Lloyd's Building i London (1978–86), ett höghus med externt liggande servicefunktioner, ofta i högblank metallfinish. Ett annat framstående verk är Fosters Hong Kong and Shanghai Bank Building i Hongkong, byggd 1979–85, där konstruktionen tydligt synliggörs i exteriören.

## I jämförelse med traditionell arkitektur
Enligt en studie gjord i Oslo av NMBU år 2020 med hjälp av VR-teknik upplevs stadsmiljöer med arkitektur från 1800- och 1900-tal betydligt positivare av deltagarna än miljöer med modern arkitektur. Deltagarna fick rangordna olika ställen på en skala från behaglig till obehaglig, spännande till tråkig, avslappnande till stressande, tryggt till otryggt och så vidare.